# Zapato Oxford

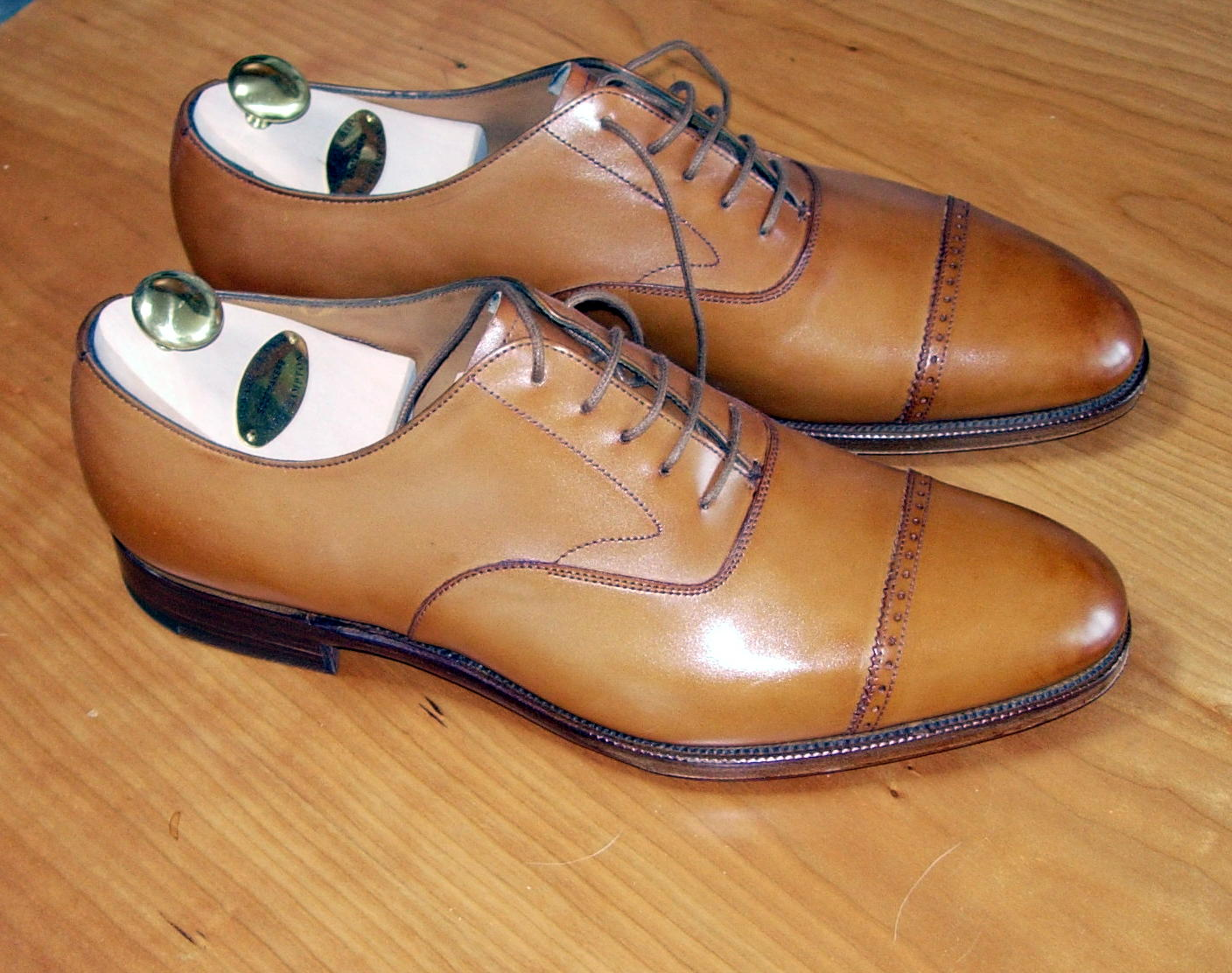
Zapatos Oxford clásicos.

Un zapato Oxford es un estilo de zapato masculino formal, fabricado tradicionalmente en cuero e históricamente plano. El diseño del zapato es a menudo liso, pero puede incluir algún ornamento o pequeñas perforaciones como el pespunteado doble a lo largo de la puntera. Se ata con cordones que pasan a través de cinco o seis parejas de orificios.
Los zapatos aparecieron originalmente en Escocia e Irlanda, en donde de vez en cuando aun se llaman Balmorals y tuvieron gran predicamento entre el alumnado de la Universidad de Oxford en el siglo XIX, de donde su nombre común. 
A diferencia del otro tipo principal de zapatos de hombre con cordones, el zapato Derby, las dos aletas de cuero con perforaciones para los cordones se cosen junto al fondo. Los zapatos se pueden hacer de una gran variedad de cueros apropiados para diversas situaciones, extendiéndose desde los zapatos formales de tarde de charol a los zapatos de día. 
Se distinguen los siguientes tipos de zapatos Oxford:
- Zapatos lisos, sin ninguna ornamentación.
- Legate, con punteado en las costuras.
- Semi-brogue, con punteado tanto en las costuras como en la puntera del zapato.
- Full-brogue, presentan punteados con dibujos en la punta y en las alas.

Los zapatos Oxford son en su mayoría negros o castaños. Algunos tipos de piel tales como ante o cuero punteado así como los de color castaño son menos formales. Sin embargo, los zapatos de cuero negro se consideran apropiados para vestir de etiqueta en ocasiones formales pudiendo combinarse con chaqué, esmoquin o frac. 
Desde finales del siglo XX se pueden encontrar de vez en cuando algunos zapatos de colores y pieles exóticas como, por ejemplo, color púrpura o zapatos de piel de cocodrilo.

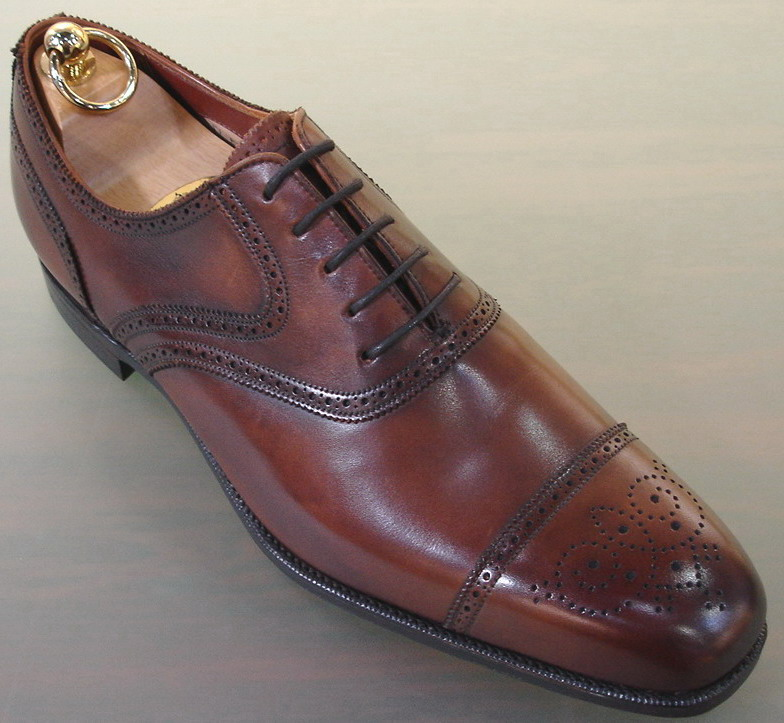
Zapato Oxford semi-brogue.
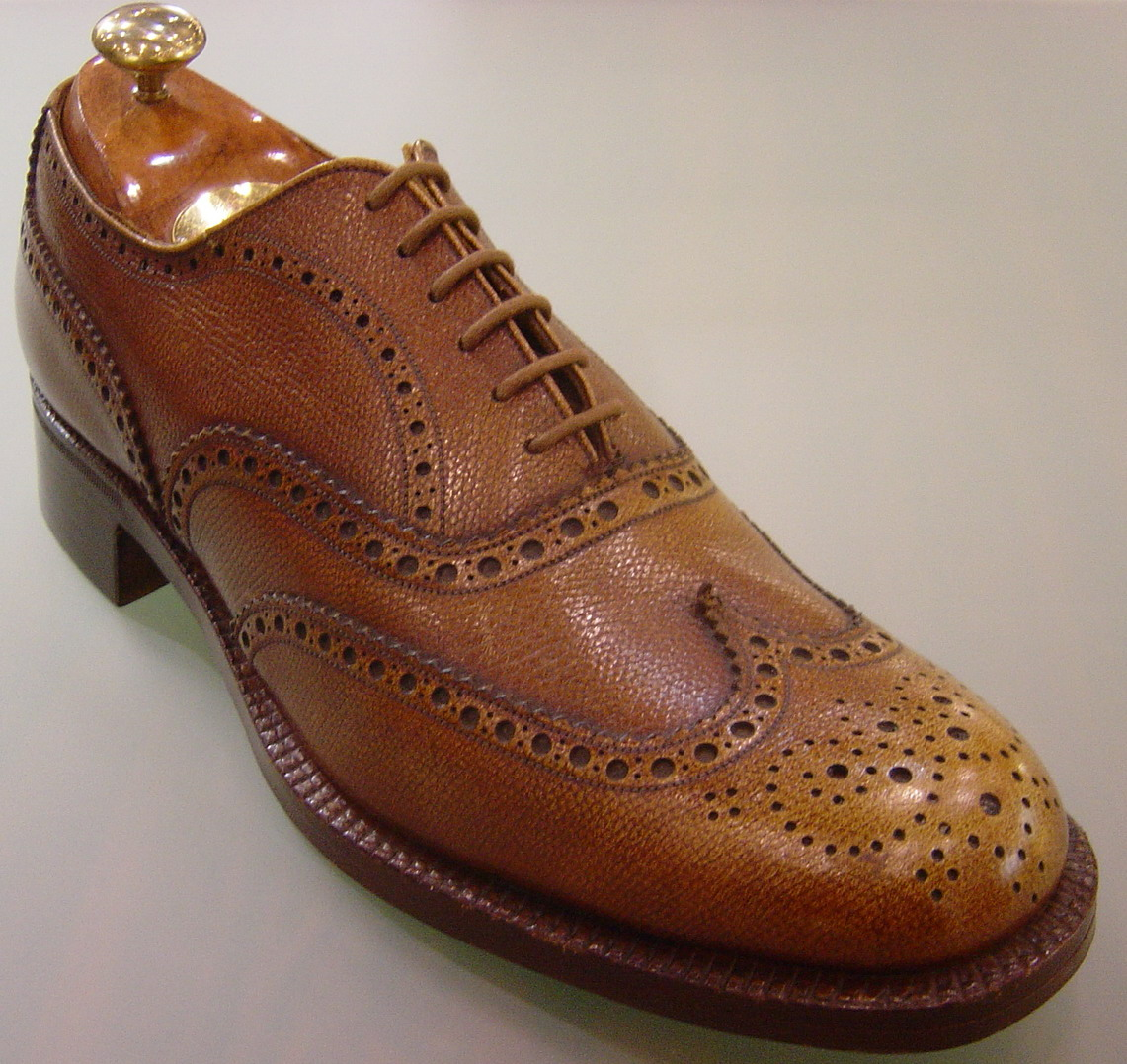
Zapato Oxford full-brogue.